# Ormocarpopsis calcicola
Ormocarpopsis calcicola är en ärtväxtart som beskrevs av René Viguier. Ormocarpopsis calcicola ingår i släktet Ormocarpopsis och familjen ärtväxter. IUCN kategoriserar arten globalt som starkt hotad. Inga underarter finns listade i Catalogue of Life.